# Trybunał inkwizycji w Mediolanie
Trybunał inkwizycji w Mediolanie – sąd inkwizycyjny działający w Mediolanie od połowy XIII wieku do roku 1779. Był kierowany przez inkwizytorów z zakonu dominikańskiego. Od XVI wieku wchodził w skład struktur inkwizycji rzymskiej.

## Historia

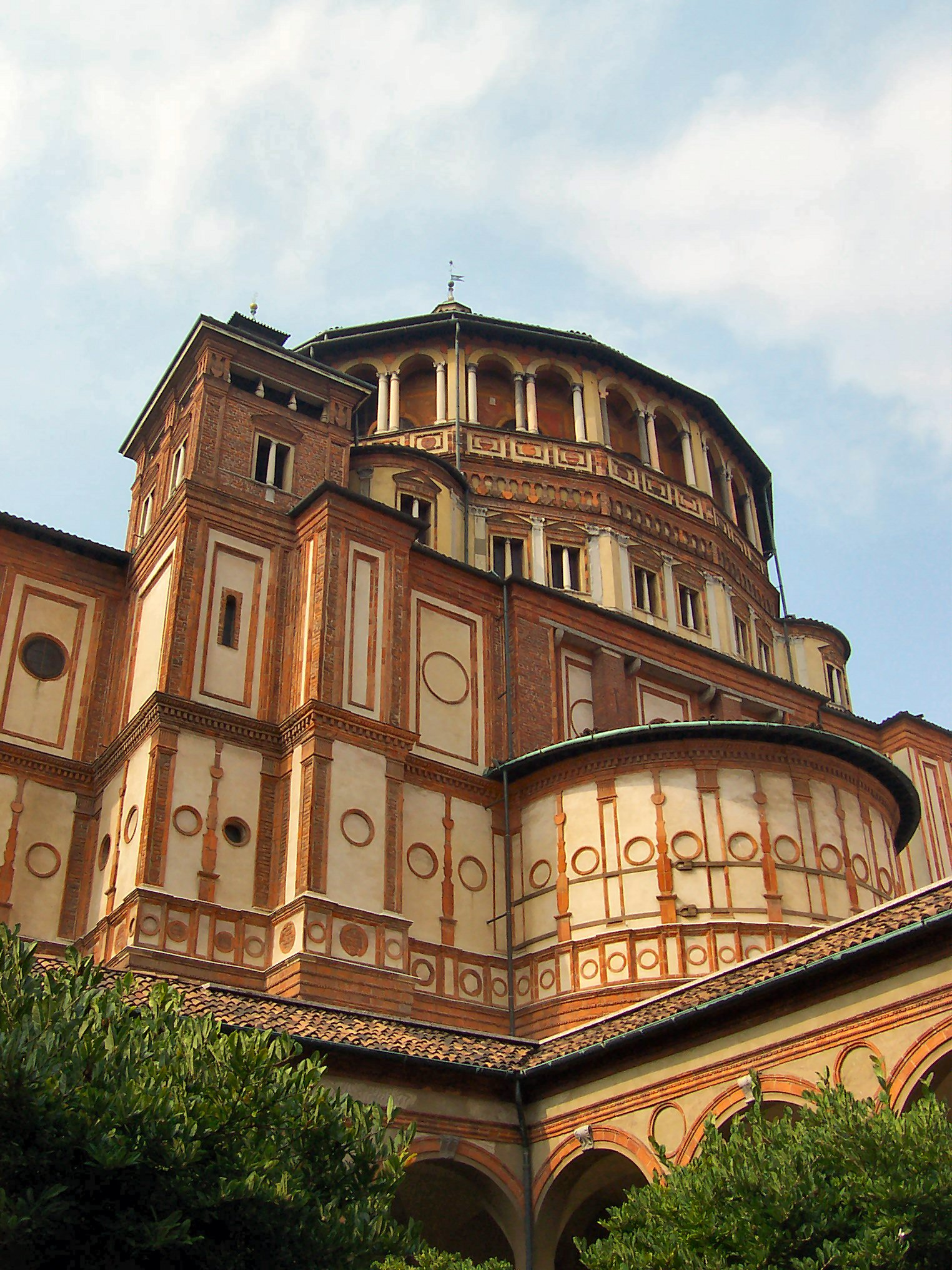
Konwent S. Maria delle Grazie był w latach 1558–1779 siedzibą trybunału inkwizycji w Mediolanie

Początki inkwizycji w Mediolanie wiążą się z osobą św. Piotra z Werony, który w czerwcu 1251 został mianowany inkwizytorem Lombardii. W okresie Wielkiego Postu 1252 przebywał on w Mediolanie, gdzie wygłaszał kazania przeciwko heretykom i wyznaczył dwutygodniowy okres łaski, w którym heretycy mogli zgłaszać się do niego w celu uzyskania rozgrzeszenia bez ryzyka poniesienia surowych kar. Zanim okres ten minął, Piotr został zamordowany na zlecenie heretyków. W celu osądzenia morderców, uformowany został stały trybunał inkwizycyjny z siedzibą w konwencie dominikańskim S. Eustorgio. Inkwizytorami, którzy mieli ścigać spiskowców, zostali Guido da Sesto i Raniero Sacconi, do których krótko potem dołączył nawrócony spiskowiec Daniele da Giussano.
W 1252 dominikański prowincjał Lombardii otrzymał od papieża Innocentego IV prawo do nominowania i odwoływania inkwizytorów. Dwa lata później papież ten utworzył formalnie prowincję inkwizytorską o nazwie „Lombardia i Marchia Genueńska”, w skład której wchodził także Mediolan. Do końca XIII wieku w trybunale mediolańskim zasiadało prawdopodobnie po 2-3 inkwizytorów. Na początku XIV wieku doszło jednak do podziału prowincji lombardzkiej na Lombardię Górną i Lombardię Dolną, które z kolei rozgraniczono na w miarę stałe okręgi inkwizytorskie. W każdym z tych okręgów, w tym także w mediolańskim, działał odtąd tylko jeden inkwizytor. Mediolan znalazł się w granicach Lombardii Górnej.
Najbardziej znanym epizodem z dziejów inkwizycji mediolańskiej w średniowieczu jest proces niewielkiej sekty czcicieli heretyckiej mistyczki Wilhelmy (zm. 1281) w roku 1300.
W XV wieku w zakonie dominikańskim rozwinął się reformatorski ruch tzw. obserwantów. W 1459 włoscy obserwanci utworzyli tzw. Kongregację Lombardzką, będącą strukturą niezależną od prowincjałów Dolnej i Górnej Lombardii (dla odróżnienia zwano je prowincjami konwentualnymi). Dzięki poparciu papieży i generałów zakonu zyskiwała ona coraz to nowe przywileje i przejmowała stopniowo konwenty podległe konwentualnym prowincjałom, często nie przebierając w środkach. W Mediolanie ośrodkiem obserwantów stał się konwent S. Maria delle Grazie. W 1510 konwent S. Eustorgio, będący siedzibą inkwizycji, został siłą przejęty przez zakonników obserwanckich. Ówczesny konwentualny inkwizytor Mediolanu Graziadio Crotti został zdymisjonowany, a na jego miejsce mianowano Silvestro Mazzoliniego (5 sierpnia 1511). Jednak już w 1512 zakonnicy konwentualni odbili konwent S. Eustorgio i odzyskali kontrolę nad trybunałem inkwizycji. W ciągu następnych kilku lat mediolańska inkwizycja aktywnie zajmowała się ściganiem domniemanych czarownic, czego dowodzą egzekucje w latach 1515 i 1519–1520.
Melchiorre Crivelli, inkwizytor Mediolanu w latach 1521–1554, od 1544 był jednocześnie biskupem pomocniczym archidiecezji mediolańskiej. Za jego urzędowania problemem na północy Włoch stało się przenikanie idei reformacji, a pod względem politycznym Mediolan znalazł się pod władzą Hiszpanii. W 1538 opublikował lokalnie obowiązujący indeks ksiąg zakazanych.
Utworzenie w 1542 Kongregacji Rzymskiej Inkwizycji (tzw. Święte Oficjum) przez papieża Pawła III nie miało początkowo bezpośredniego wpływu na trybunał mediolański, niemniej, w miarę postępowania procesu centralizacji działalności inkwizycyjnej we Włoszech, sytuacja ta stopniowo się zmieniała i trybunał ten stał się częścią struktur inkwizycji rzymskiej. Trudno wskazać jednak jakąś konkretną datę graniczną. Już w 1553 konflikt między inkwizytorem Crivellim a arcybiskupem Arcimboldim spowodował interwencję Kongregacji. Do Mediolanu przysłany został komisarz Inkwizycji Rzymskiej Bonaventura Castiglioni, który nie był dominikaninem. W 1558 papież Paweł IV zadecydował o odebraniu urzędu inkwizycji konwentualnym zakonnikom z S. Eustorgio i przekazaniu go obserwantom z konwentu S. Maria delle Grazie. W 1587 Kongregacja Świętego Oficjum ostatecznie przejęła od władz zakonnych prawo mianowania i odwoływania inkwizytorów w okręgu mediolańskim.
W 1560 arcybiskupem Mediolanu został kardynał Karol Boromeusz (zm. 1584). Za jego pontyfikatu Hiszpanie dwukrotnie (1563 i 1566) podejmowali próby zastąpienia dominikańskiego trybunału w Mediolanie trybunałem inkwizycji hiszpańskiej, który podlegałby Radzie Najwyższej i Generalnej Inkwizycji w Madrycie. Protesty miejscowej ludności, wsparte przez arcybiskupa oraz papieża Piusa IV, zapobiegły realizacji tych planów. Kiedy w 1565 Karol Boromeusz osiadł na stał w Mediolanie, podjął szereg działań reformatorskich. Zdominował on także działalność w zakresie walki z herezją, spychając na dalszy plan inkwizytorów Mediolanu. Był on także wielkim zwolennikiem wiary w czary i przewodniczył licznym procesom o czary w Lecco (1569) i Val Mesolcina (1583), mimo sceptycyzmu ze strony Kongregacji Świętego Oficjum oraz lokalnych inkwizytorów dominikańskich, którzy w tym zakresie zerwali z tradycją poprzedników.
Trybunał mediolański należał do najbardziej prestiżowych w strukturach inkwizycji rzymskiej. Wielu inkwizytorów Mediolanu zostało awansowanych na urząd komisarza generalnego Kongregacji Świętego Oficjum w Rzymie, a trzech (Agostino Galamina, Desiderio Scaglia i Vincenzo Ludovico Gotti) zostało nawet kardynałami. W wewnętrznej hierarchii dominikańskich trybunałów inkwizycyjnych mediolański trybunał zaliczany był do trybunałów pierwszej (najwyższej) klasy.
W 1714 Mediolan przeszedł pod władzę Habsburgów austriackich. Początkowo nie miało to większego wpływu na działalność inkwizycji. Zmieniło się to dopiero za panowania cesarzowej Marii Teresy (1740–1780). W 1771 zlikwidowała ona świeckie konfraternie wspomagające inkwizycję (tzw. crocesignati) i odebrała inkwizycji kontrolę publikacji. Cztery lata później, 9 marca 1775 wydała dekret, zgodnie z którym inkwizytorzy księstwa Mediolanu i ich wikariusze, w przypadku śmierci lub rezygnacji, nie mogą być zastępowani nowymi nominatami, co w praktyce oznaczało, że trybunały inkwizycyjne mogą istnieć jedynie do końca życia aktualnie urzędujących inkwizytorów. Giovanni Francesco Cremona, inkwizytor Mediolanu od 1765, zmarł 10 marca 1779.

## Organizacja

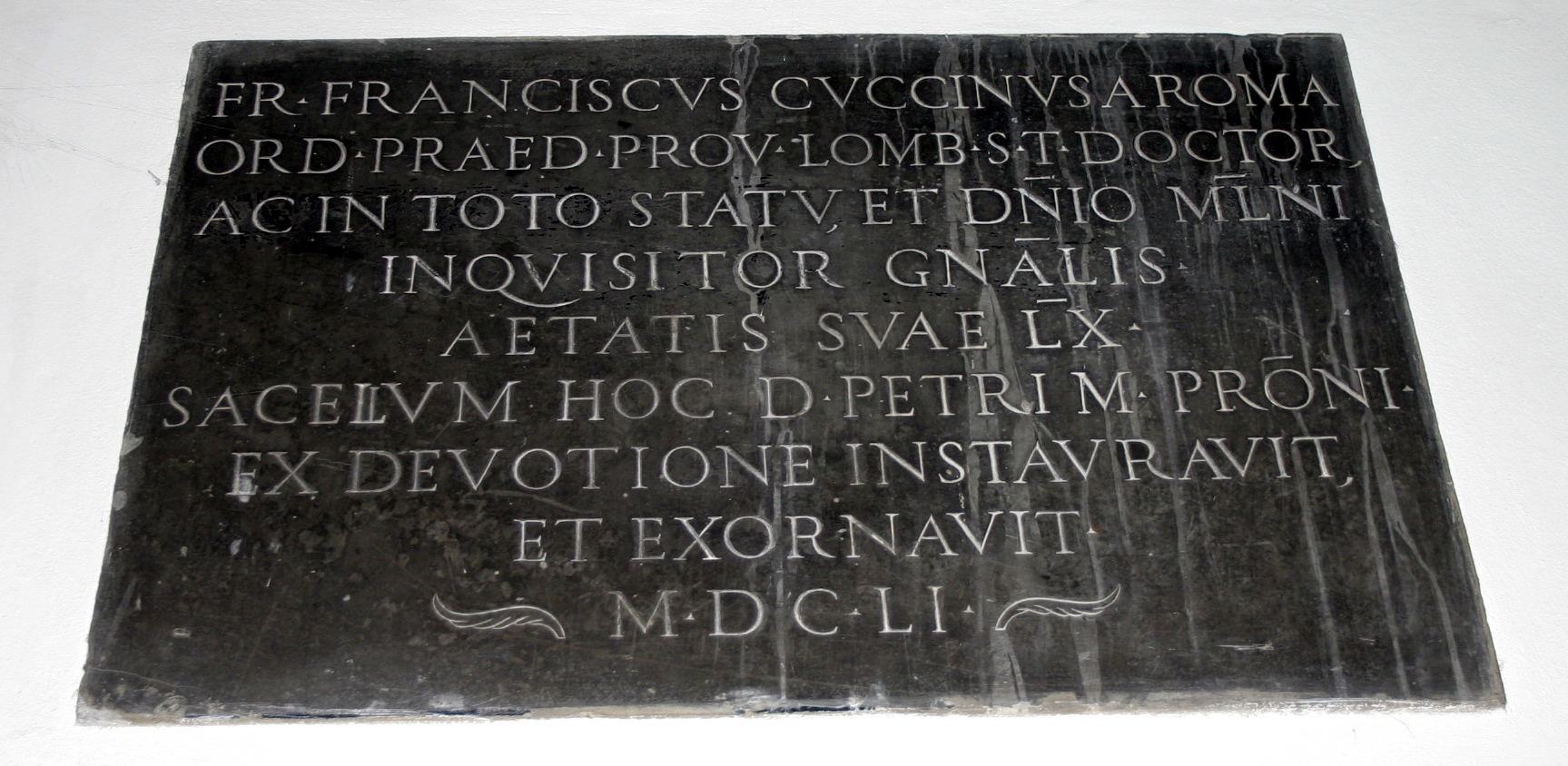
Tablica pamiątkowa inkwizytora Mediolanu Francesco Cucciniego z 1651

Siedziba trybunału mediolańskiego mieściła się najpierw w konwencie S. Eustorgio (1252–1558), a potem w konwencie S. Maria delle Grazie (1558–1779). Podlegały mu diecezje Mediolanu i Lodi, a w późniejszym okresie także Vigevano i Bobbio. W Lodi inkwizytor Mediolanu reprezentowany był przez wikariusza generalnego, wywodzącego się z zakonu dominikanów. Oprócz tego inkwizytor mógł mieć dodatkowych wikariuszy spośród współbraci zakonnych, a nadto od końca XVI wieku podlegała mu sieć wikariatów rejonowych (vicariati foranei), obejmujących obszary od kilku do kilkudziesięciu parafii. Wikariusze rejonowi byli przeważnie zakonnikami, ale niekoniecznie dominikanami, mogli też wywodzić się z kleru diecezjalnego. W 1748 inkwizytorowi Mediolanu podlegało aż 91 wikariatów.
Inkwizytorów wspomagały świeckie konfraternie zwane crocesignati (Bractwa Świętego Krzyża).

## Archiwum
3 czerwca 1788 główne archiwum trybunału mediolańskiego zostało doszczętnie spalone na rozkaz cesarza Józefa II w ogrodach konwentu S. Maria delle Grazie. Ze sporządzonych wówczas inwentarzy archiwalnych wiadomo, że zawierało ono materiały procesowe z okresu 450 lat (1314–1764). Do czasów współczesnych zachowały się jednak akta procesu czcicieli mistyczki Wilhelmy z 1300 oraz część dokumentów z procesu zabójców Piotra z Werony (1252–1295). Zachowało się także archiwum wikariatu generalnego w Lodi, choć jest ono mocno wybrakowane (obejmuje jedynie lata 1559–1635 i 1700–1750).

## Lista inkwizytorów

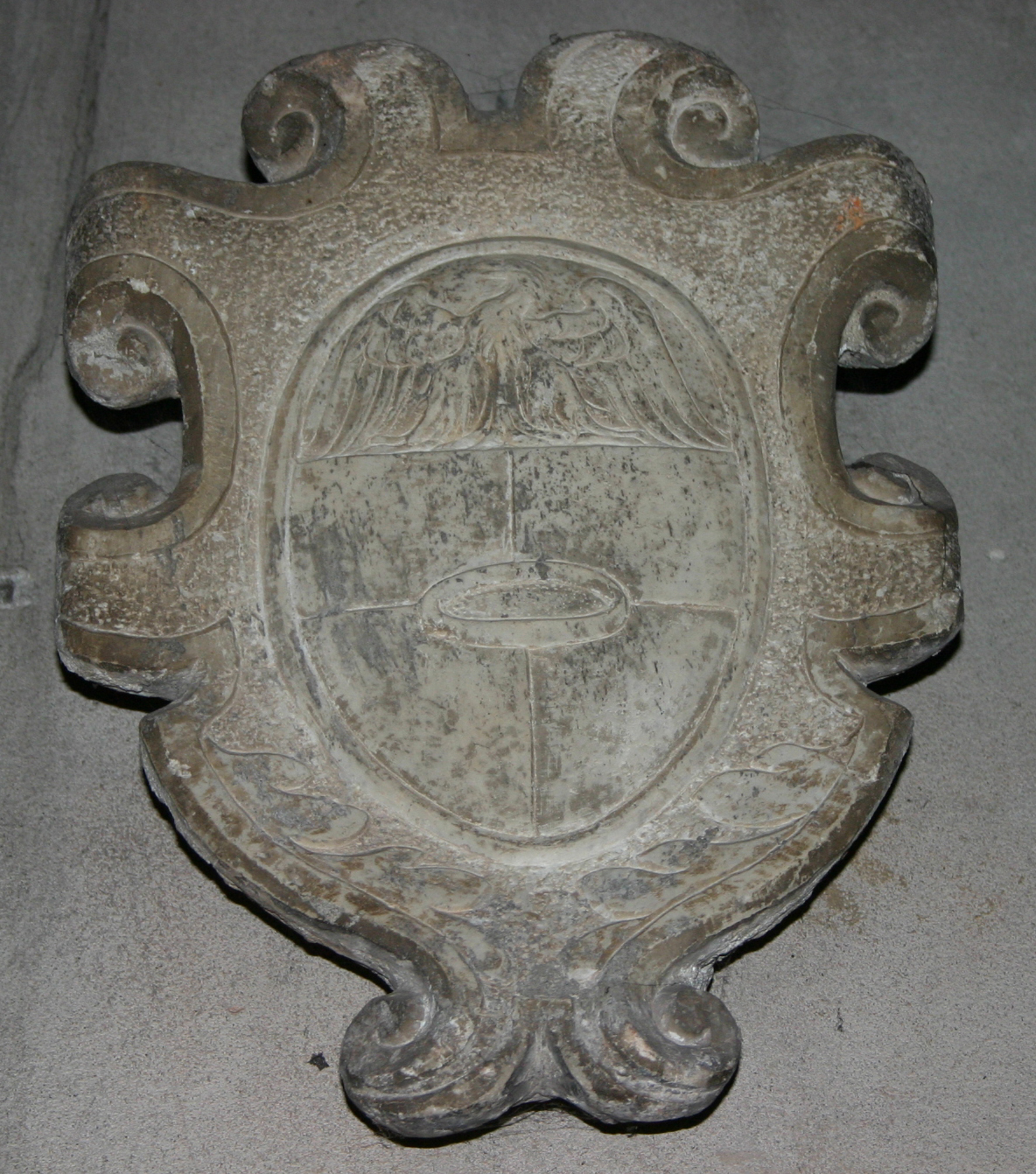
Kartusz herbowy Melchiorre Crivelliego, dominikańskiego inkwizytora Mediolanu w latach 1521–53

Pełna lista inkwizytorów Mediolanu znana jest od lat 70. XV wieku. Dane dla wcześniejszego okresu są wyrywkowe.
- Raniero Sacconi OP (udokumentowany 1252–1262)[19]
- Guido da Sesto OP (udokumentowany 1252–1253)[20]
- Daniele da Giussano OP (1267?–1289?)[21]
- Anselmo da Alessandria OP (udokumentowany 1267–1279)[22]
- Guido Cocconato OP (udokumentowany 1279–1307)[23]
- Manfredo da Dovaria OP (udokumentowany w 1284)[24]
- Guglielmo da Acqui OP (udokumentowany 1289–1293)[25]
- Raniero da Pirovano OP (udokumentowany 1294–1304)[26]
- Tommaso da Como OP (udokumentowany 1295–1304)[27]
- Emanuele Testa da Novara OP (1307–1313)[28]
- Marchisio da Brescia OP (udokumentowany 1314–1321)[29][30]
- Ventino de Gaudenzi OP (udokumentowany w 1331)[31]
- Giovanni da Brescia OP (udokumentowany w 1346)[32]
- Osimo da Besana OP (udokumentowany w 1367)[31]
- Ruggero da Casale OP (udokumentowany 1381–1384)[33][34]
- Giovanni da Lampugnano OP (mianowany w 1386)[35]
- Beltramino da Cernuscullo OP (udokumentowany w 1390)[34]
- Pietro de Alzate OP (udokumentowany 1403–1415)[36]
- Giovanni da Cremona OP (udokumentowany 1418–1422)
- Marco da Vimercate OP (udokumentowany 1432–1434)[37]
- Angelo Vismara OP (udokumentowany w 1445)[38]
- Guglielmo Lampugnano OP (udokumentowany w 1451)[39]
- Filippo Meinari OP (udokumentowany 1470–1471)[40]
- Pietro da Cairate OP (udokumentowany 1474–1477)[41]
- Francesco Della Riva OP (1477–1487)[41]
- Matteo dell'Olmo OP (1487–1497)[41]
- Graziadio Crotti da Cremona OP (1497–1511 [i ponownie 1512–1517?])[41]
- Silvestro Mazzolini da Prierio OP (1511–1512?)[41]
- Martino Giustiniani da Genova OP (1517?–1518)[41]
- Melchiorre Crivelli OP (1518–1519?)[41]
- Gioacchino Beccaria da Pavia OP (1519?–1521)[41]
- Melchiorre Crivelli OP [ponownie] (1521–1553)[41]
  - Bonaventura Castiglioni, komisarz Inkwizycji Rzymskiej w Mediolanie (1553–1555)
- Giovanni Ambrogio Barbavaro da Milano OP (1555–1558)[31]
- Giovanni Battista Chiarini da Cremona OP (1558–1559)[31][42]
- Angelo Avogadri da Verona OP (1560–1562)[31]
- Angelo Zampa da Cremona OP (1562–1572)[31]
- Paolo Costabili OP (1572–1573)[31]
- Giovanni Battista Chiavenna da Milano OP (1573–1578)[31]
- Giulio Ferrari da Cremona OP (1578–1582)[31]
- Giovanni Battista Borgo da Bologna OP (1582–1586)[31]
- Ippolito Maria Beccaria OP (1587–1588)[31]
- Alberto Drago da Fiorenzuola OP (1590–1592)[31][43]
- Diodato Gentile OP (1593–1599)[31]
- Agostino Galamina OP (1600–1604)[31]
- Stefano Vicari OP (1604–1607)[31]
- Innocenzo Granello da Fiorenzuola OP (1607–1610)[31]
- Michelangelo Seghizzi OP (1610–1615)[31]
- Desiderio Scaglia OP (1615–1616)[31]
- Giovanni Maria Florani OP (1616–1619)[31]
- Ippolito Lanci d'Acquanegra OP (1619–1621)[31]
- Abondio Lambertenghi da Como OP (1621–1625)[31]
- Giovanni Michele Pio da Bologna OP (1625–1643)[31]
- Ambrogio Ruggeri da Taggia OP (1643–1649)[31]
- Francesco Cuccini OP (1649–1653)[31]
- Pietro Giacinto Donelli OP (1653–1662)[31]
- Consalvo Grizi da Jesi OP (1662–1664)[31]
- Giulio Mercori da Cremona OP (1664–1673)[31]
- Giacinto Maria Granara da Genova OP (1673–1679)[31]
- Sisto Cerchi da Bologna OP (1679–1688)[31]
- Prospero Leoni da Parma OP (1688–1708)[31]
- Tommaso Pio Testi OP (1708–1709)[31]
- Giovanni Battista Pichi da Ancona OP (1709–1715)[31]
- Vincenzo Ludovico Gotti OP (1715–1717)[31]
- Tommaso Bonaventura Boldi da Castronovo Scrivia OP (1717–1723)[31]
- Silvestro Martini da Ferrara OP (1724–1738)[31]
- Giovanni Domenico Liboni da Ferrara OP (1738–1743)[31][44]
- Ermenegildo Todeschini da Mantova OP (1743–1760)[31][45]
- Tommaso Agostino Cicarelli da Forli OP (1760–1765)[31][46]
- Giovanni Francesco Cremona OP (1765–1779)[31]